# Horst Rollnik
Horst Rollnik (* 15. April 1931 in Berlin; † 28. September 2011 in Bonn) war ein deutscher theoretischer Physiker.

## Leben
Rollnik studierte an der Freien Universität Berlin, an der er 1953 sein Diplom in Physik erwarb und 1956  in theoretischer Kernphysik und Quantenfeldtheorie bei Günther Ludwig promoviert wurde. Als Post-Doktorand war er Assistent an der FU Berlin und an der Universität Heidelberg und war zwei Jahre Research Associate am CERN und außerdem Gastprofessor an der Universität Bern. Von 1962 bis 1964 war er Abteilungsleiter (Arbeitsgruppe Hochenergiephysik) am Forschungszentrum Jülich und habilitierte sich 1963 in Bonn in theoretischer Physik. 1964 erhielt er einen Ruf an die Universität Bonn als ordentlicher Professor. 1996 wurde er in Bonn emeritiert. Ab 1969 war er außerdem als Honorarprofessor an der Universität Wien tätig.
Horst Rollnik war von 1980 bis 1981 Präsident der Deutschen Physikalischen Gesellschaft.
Am 2. Juli 1987 erhielt Rollnik die Ehrendoktorwürde der Physikalischen Fakultät der Universität Bielefeld und er war Ehrendoktor des Vereinigten Instituts für Kernforschung in Dubna.
1975 war er erster Vorsitzender der auf seine Initiative hin gegründeten Konferenz der Fachbereiche Physik. Er war wesentlich an der Gründung des Physikzentrums der DPG in Bad Honnef beteiligt und an der Gründung des Höchstleistungsrechenzentrums (HLRZ) im Forschungszentrum Jülich (in dessen Aufsichtsrat er war). Rollnik war Vorstand der Studienreformkommission von Nordrhein-Westfalen und nach der Wende Mitglied der Arbeitsgemeinschaft Physik des Wissenschaftsrats zur Evaluierung der ehemaligen Akademieinstitute der DDR.
Am 15. März 2011 wurde ihm die Ehrenmitgliedschaft der Deutschen Physikalischen Gesellschaft (DPG), einhergehend mit der goldenen Ehrennadel, verliehen. Er war Mitglied der Nordrhein-Westfälischen Akademie der Wissenschaften (1978).
Bekannt wurde Rollnik auch aufgrund seines zweibändigen Lehrbuches über die Quantenmechanik.

## Werke (Auswahl)
- Quantentheorie 1, Grundlagen – Wellenmechanik – Axiomatik. Springer-Verlag 2002. ISBN 978-3540415558.
- Quantentheorie 2, Quantisierung und Symmetrien physikalischer Systeme, Relativistische Quantentheorie. Springer-Verlag 2002. ISBN 978-3540437178.
- Physikalische und mathematische Grundlagen der Elektrodynamik, BI 1976
- Teilchenphysik, 2 Bände, BI 1971